# Selwyn Range, British Columbia
Selwyn Range är ett berg i Kanada.   Det ligger i provinsen British Columbia, i den centrala delen av landet, 3 200 km väster om huvudstaden Ottawa. Toppen på Selwyn Range är 2 142 meter över havet, eller 22 meter över den omgivande terrängen. Bredden vid basen är 0,41 km.
Terrängen runt Selwyn Range är kuperad åt nordost, men åt sydväst är den bergig. Trakten runt Selwyn Range är nära nog obefolkad, med mindre än två invånare per kvadratkilometer.. Närmaste större samhälle är Valemount, 10,2 km sydväst om Selwyn Range.